# Lead (ban nhạc)
Lead là một nhóm nhạc nổi tiếng Nhật Bản trực thuộc công ty Pony Canyon/ Flight Master. Họ debut lần đầu vào ngày 31/7/2002 với single "Manatsu no Magic"(Mid-Summer Magic).

## Quá trình thành lập
Hiroki Nakadoi, Shinya Taniuchi và Akira Kagimoto đều học tại trường "Caless Vocal and Dance School" tại Osaka và trở thành bạn thân. Vào tháng 3 năm 2002 nhóm bắt đầu biểu diễn trên đường phố tại các phố thuộc khu Shiroten, Osaka, dưới cái tên "remix". Vào khoảng tháng 5 năm 2002 nhóm đổi tên từ "remix" thành "flow". Sau lần đổi tên này cả ba quyết định nhóm nên chiêu mộ thêm một thành viên nữa.
Cùng thời gian đó, vào ngày 13/04/2002 cuộc thi thử giọng "Kyushu/Fukuoka Starlight Audition" đã được tổ chức tại Okinawa, nhằm tìm kiếm tài năng mới. Và Keita Furuya – 13 tuổi cùng một người nữa đã vượt qua 8.751 đối thủ đầy triển vọng để giành chiến thắng trong cuộc thi này. Flow lập tức nhắm vào Keita và không lâu sau đó vào ngày 18/05/2002 Keita đã chính thức gia nhập nhóm.
Ngày 23/05/2002, nhóm quyết định một lần nữa và đây cũng là lần cuối đổi tên, chính thức trở thành "Lead" với hy vọng sẽ trở thành nhóm nhạc dẫn đầu cho thế hệ của họ.
Đầu tháng 7 năm 2002, họ tổ chức buổi biểu diễn ra mắt Lead – nhóm gồm bốn thành viên tại Công viên Osaka Castle, để thể hiện không chỉ khả năng nhảy, hát mà cả hát rap tới công chúng. Buổi biểu diễn đã rất thành công với hơn 7.000 người xem. Lead cũng đã diễn mở màn cho nhóm nhạc cùng công ty là w-inds. trong tour diễn đầu tiên "1st Message" của họ trước hơn 120.000 khán giả.
Vào ngày 31/07/2002 Lead đã phát hành debut single "Manatsu no Magic". Và cũng trong năm đó Lead nhận giải "Nghệ sĩ mới xuất sắc nhất" của Giải thưởng Âm nhạc lần thứ 44 của Nhật Bản.
Sau năm năm hoạt động cho tới hiện tại, Lead đã phát hành tổng cộng 13 single, 4 album và 5 DVD. Nhóm cũng đã thực hiện 4 tour diễn xuyên quốc gia và một tour diễn nhỏ tại Đài Loan vào cuối tháng 9 năm 2007. Lead cũng đã xuất hiện liên tục trong các talk show, điều khiển show truyền hình của riêng mình và tham gia đóng trong nhiều bộ phim điện ảnh và truyền hình. Cho tới nay Lead cũng đã nhận được ba giải từ Giải thưởng Âm nhạc của Nhật.
Trong tháng 12 năm 2007 Lead sẽ phát hành DVD thứ 6 cho tour diễn hè năm 2007 vừa diễn ra.

## Thành viên

### Taniuchi Shinya
Tên: Taniuchi Shinya (谷内伸也, Cốc Nội Thân Dã)

Nickname: Ucchi

Ngày sinh: 23/09/1987

Nơi sinh: Osaka, phủ Osaka, Nhật Bản

Nghề: ca sĩ, diễn viên

Chiều cao: 176 cm

Nhóm máu: A

Tính cách: Nghiêm túc, hay xấu hổ dễ nổi nóng và "cực kỳ" ngăn nắp

Sở thích: Mua sắm

Gia đình: Bố mẹ và 2 em gái(Misaki & Miki)

Động vật yêu thích: Chó

Đồ ăn yêu thích: Hamburger, mỳ, takoyaki, pancakes

Không thích món: Nấm, cà chua

Màu sắc yêu thích: Xanh dương

Môn học yêu thích: Thể dục

Môn thể thao yêu thích: Bóng rổ & bowling

Phim yêu thích: "A.I." & "Wild Style"

Thích con gái thông minh, cởi mở, tốt bụng và thích đi chơi

### Nakadoi Hiroki
Tên: Nakadoi Hiroki (中土居宏宜, Trung Thổ Cư Hoành Nghi)

Ngày sinh: 26/07/1985

Nơi sinh: Osaka, phủ Osaka, Nhật Bản

Nghể: ca sĩ, diễn viên

Chiều cao: 169 cm

Nhóm máu: AB

Gia đình: Bố mẹ, 1 anh trai và 1 em trai

Sở thích: Bóng rổ

Tính cách: Vui nhộn, lạc quan, nhạy cảm nhưng hay quên

Sở trường: Hand stand (là một động tác trong nhảy breakdance)

Màu yêu thích: Đỏ

Môn học yêu thích: Thể dục

Động vật yêu thích: Chó (Hiroki nói là rất muốn nuôi một con nhưng không thể nên thay vào đó là sưu tầm những thứ liên quan đến chó)

Món ăn yêu thích: Mì

Thích con gái nhỏ nhắn, xinh xắn và dịu dàng

### Furuya Keita
Tên: Furuya Keita (古屋敬多, Cổ Ốc Kính Đa)

Nickname: Kei-chan

Ngày sinh: 13/06/1988

Nơi sinh: Fukuoka, Nhật Bản

Nghề: ca sĩ, diễn viên

Chiều cao 171 cm

Gia đình: Bố mẹ, 1 anh trai và 1 em gái

Nhóm máu: A

Sở thích: Nhảy, bơi lội

Tính cách: Thân thiện, lạc quan

Động vật yêu thích: khỉ

Màu sắc yêu thích: Da cam

Đồ ăn yêu thích: Đào, cơm cà ri

Phim yêu thích:: Harry Potter

Môn học yêu thích: Thể dục

Phim hoạt hính yêu thích: Dragon Ball

Thích con gái giản dị, vui tính và thông minh

### Kagimoto Akira
Tên: Kagimoto Akira (鍵本輝, Kiện Bản Huy)

Nickname: Akkun

Ngày sinh: 20/08/1988

Nơi sinh: Nara, Nhật Bản

Nghề: ca sĩ, diễn viên

Chiều cao 177 cm

Nhóm máu: O

Tính cách: Sôi nổi, ham chơi

Sở thích: Câu cá, bóng rổ

Gia đình: Bố mẹ và 1 anh trai

Động vật yêu thích: Chim

Đồ ăn yêu thích: Trứng ốp-la

Màu yêu thích: Trắng

Phim yêu thích: Harry Potter

Môn học yêu thích: Thể dục

Thích con gái xinh xắn, dễ thương và thân thiện

## Phát hành

### Ca khúc
| #                  | Cover | Information |
| ------------------ | ----- | --- |
| 1st / Debut Single |       | Manatsu no Magic (真夏のMagic) - Phát hành: 31/7/2002 - Từ Album: LIFE ON DA BEAT                                  |
| 2nd                |       | "Show Me The Way" - Phát hành: 17/10/2002 - Từ Album: LIFE ON DA BEAT                                              |
| 3rd                |       | Fly Away - Phát hành: 3/2/2003 - Từ Album: LIFE ON DA BEAT                                                         |
| 4th                |       | Funky Days! (ファンキーデイズ!) - Phát hành: 30/7/2003 - Từ Album: BRAND NEW ERA                                   |
| 5th                |       | GET WILD LIFE - Phát hành: 3/12/2003 - Từ Album: BRAND NEW ERA                                                     |
| 6th                |       | Night Deluxe - Phát hành: 16/7/2004 - Từ Album: BRAND NEW ERA                                                      |
| 7th                |       | Tenohira wo Taiyou ni/Delighted (手のひらを太陽に/Delighted) - Phát hành: 27/10/2004 - Từ Album: Lead! Heat! Beat! |
| 8th                |       | Atarashii Kisetsu e (あたらしい季節へ) - Phát hành: 13/4/2005 - Từ Album: Lead! Heat! Beat!                        |
| 9th                |       | Baby Running Wild (ベイビーランニンワイルド) - Phát hành: 6/7/2005 - Từ Album: Lead! Heat! Beat!                   |
| 10th               |       | Virgin Blue/Lead (バージンブルー/Lead) - Phát hành: 8/3/2006 - Từ Album: 4                                         |
| 11th               |       | Summer Madness - Phát hành: 21/7/2006 - Từ Album: 4                                                                |
| 12th               |       | Drive Alive - Phát hành: 14/3/2007 - Từ Album: TBD                                                                 |
| 13th               |       | Umi (海) - Phát hành: 18/7/2007 - Từ Album: TBD                                                                    |

## Albums
| #                 | Cover | Information                              |
| ----------------- | ----- | ---------------------------------------- |
| 1st / Debut Album |       | LIFE ON DA BEAT - Phát hành: 23/4/2003   |
| 2nd               |       | BRAND NEW ERA - Phát hành: 25/8/2004     |
| 3rd               |       | Lead! Heat! Beat! - Phát hành: 10/8/2005 |
| 4th               |       | 4 - Phát hành: 19/7/2006                 |

Special Remix Album (w-inds., Flame, và Lead) Buddies

## DVDs
1. "Lead/MOVIES 1" (18/9/2003)
2. "lead 1st live tour" ~BRAND NEW ARE~ (17/11/2004)
3. "Lead MOVIE 2" (16/3/2005)
4. "Lead LIVE TOUR UPTURN 2005"  (7/12/2005)
5. "Lead UPTURN 2006 [4]" (6/12/2006)

## Others
1. buddies - w-inds., FLAME, Lead (Remix Album)(19/3/2003)
2. Lead - Single Collection ~ Special Album - Taiwan Exclusive(14/9/2007)

## TV shows
1. Make On The Holiday: Bura-Lead (2006- đến nay)
2. Lead Generation (2005)
3. Factory Generation (2003-2005)
4. XEBEC Online (2003-2005)
5. PIKAPURI (2003-2004)
6. DOYAH (2003-2005)

## Movies & Dramas
1. Movie: Boutaoshi(2003)
2. Movie: Kamachi; Deep Love～Ayu No Monogatari(Keita)(2004)
3. Drama: Deep Love ～Ayu No Monogatari(Keita)(2004)
4. Drama: Pink no Idenshi(The Pink gene - Hiroki)(2005)
5. Vision Cast Drama: Natsu wa Owaranai!(It dosen't end in Summer! - Hiroki & Shinya); Senkou Hanabi(Toy Fireworks - Shinya); Flowers ~Junketsu no Yuri~(Flowers - The Lily of Purity - Keita); Kanojo to Boku to Toshokan de~She, the lirbary and I(Keita)(2007)
6. Movie: Tenshi ga kureta mono(The gift from Angel - Akira)(2007)